# Heartland 66
Heartland 66 (или Hang Lung Plaza) — высотный комплекс, расположенный в деловом центре китайского города Ухань (район Цяокоу). Состоит из офисной башни, трёх жилых башен и многоуровневого торгово-развлекательного центра. Построен в 2020 году в стиле модернизма, площадь комплекса составляет 460 тыс. м². Архитектором Heartland 66 выступила гонконгская фирма Aedas, владельцем является гонконгский оператор недвижимости Hang Lung Properties. 
- Офисная башня комплекса Heartland 66 (320,7 м) имеет 59 этажей, площадь — 151,5 тыс. м². В подиуме расположены магазины и рестораны. По состоянию на 2024 год башня являлась 7-м по высоте зданием города, 78-м по высоте зданием Китая, 92-м — Азии и 144-м — мира[7][8][9][10].
- Жилая башня А3 (206 м) имеет 47 этажей[11][12].
- Жилая башня А2 (184 м) имеет 42 этажа[13][14].
- Жилая башня А1 (163 м) имеет 37 этажей[15][16].